# 복스홀 자동차
복스홀 자동차(Vauxhall Motors)는 영국의 자동차 제조 기업으로, 현재 오펠의 자회사이다.

## 역사
복스홀 자동차는 1857년에 알렉스 윌슨(Alex Wilson)이 런던에서 설립하였으며, 1903년부터 자동차 제조를 시작하였다. 이후 1925년에 제너럴 모터스로 편입되었으며, 1980년부터 오펠의 자회사로 편입되었고 2017년 3월 7일 23억달러에 오펠과 함께 PSA 그룹에 매각되었다.

## 같이 보기
- 빈패스트